# 极氪007
极氪007是吉利控股集团旗下极氪推出的纯电动紧凑型行政轿车，2023年11月17日于广州车展发布。

## 历史
极氪007的名称于2023年11月6日首次披露，同时公布了车型外观、一体式智慧灯幕等产品信息，计划于2023年广州车展展示并同步开启预售，预售价格为人民币22.49万元起。截至11月19日，累计预订量超2万台。12月27日，极氪007正式上市，并公布正式零售价，入门版的售价为20.99万元。
2024年2月21日，第一万台极氪007量产下线。3月25日，极氪宣布极氪007进入泰国市场销售，计划于2024年第三季度开启交付。

## 特征

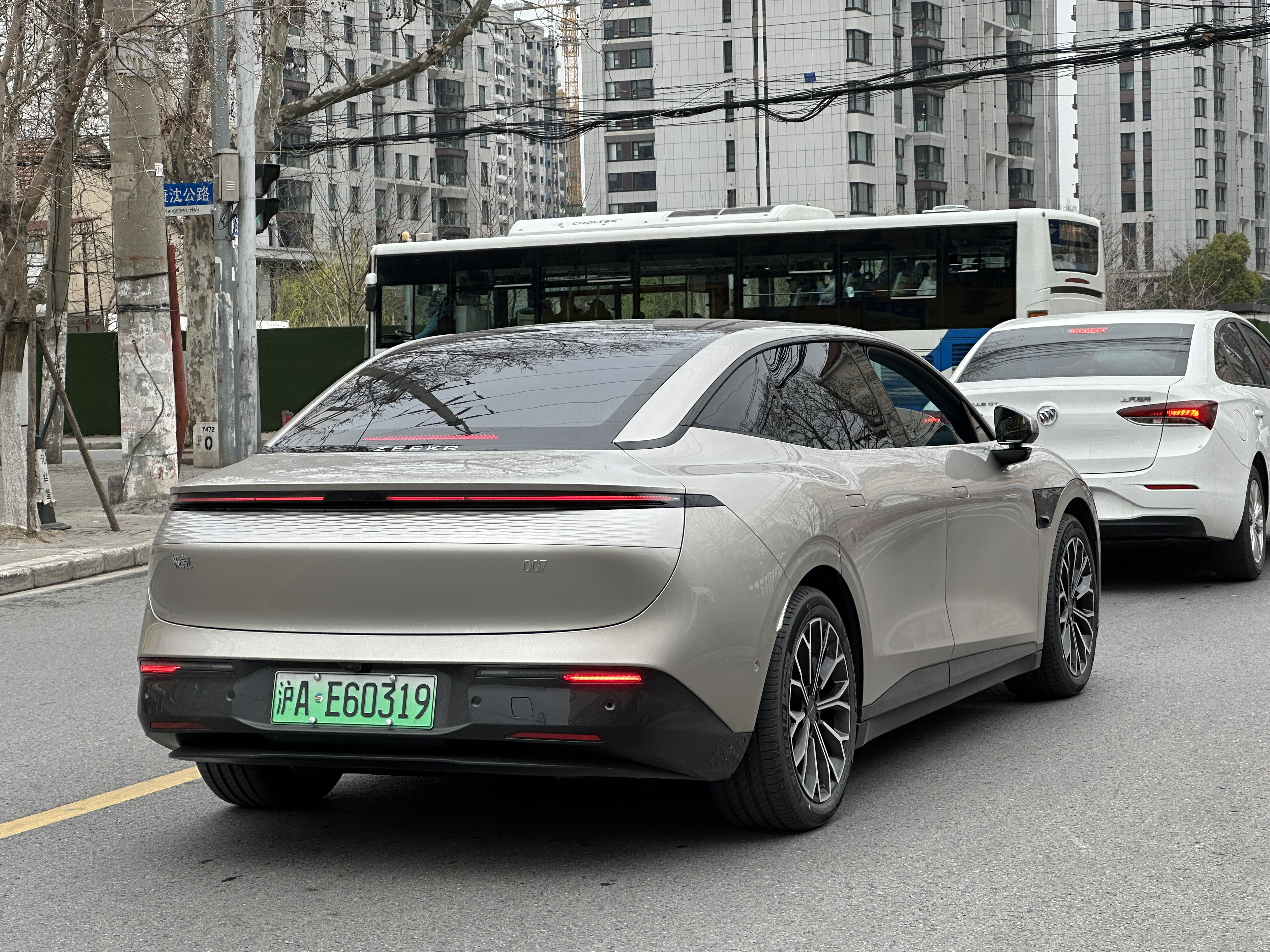
极氪007后侧

### 车身与外观
极氪007车身以一体式压铸后端铝制成，同时采用“纤晶”铝合金材料。该车配备90英寸一体式智慧灯幕，亮度达到1万尼特。

### 动力系统
极氪007的后驱版搭载单电机，与极氪001 FR架构一致，最大功率310千瓦，百公里加速5.4秒；四驱版则搭载双电机，最大功率475千瓦，百公里加速最快2.84秒（四驱性能版）。该车预装极氪自研的“金砖电池”，也由此成为极氪首款搭载自研电池的车型，最高续航里程可达688公里；另有宁德时代研发的麒麟电池可供用户选装，最高续航里程为870公里。其电压平台基于800V研发，充电15分钟可实现500公里续航（金砖电池）/610公里续航（麒麟电池），同时支持V2V直流供电，可作为户外移动充电站使用。

### 内饰与硬件
极氪007配备LiDAR传感器、12个摄像头和Nvidia Orin-X芯片，支持「浩瀚智驾」智能驾驶系统和覆盖中国大陆全境的NZP高速自主领航辅助（自动驾驶辅助系统）。该车搭载15.05英寸2.5K OLED中控大屏，配备Kr GPT AI大模型及骁龙8295智能座舱芯片。仪表屏由液晶仪表屏、中控屏和35.5英寸AR-HUD显示屏组成。音响系统包括支持21个扬声器的7.1.4声道系统，并采用极氪自研音响技术实现较佳影音效果，最大功率1900瓦。

### 四驱性能版
该车的四驱性能版根据极氪001 FR的架构进行了进一步开发与调校，配备“锻纹”高性能碳纤维套件、主动扩散器、20英寸高性能轮胎、四活塞卡钳、Brembo刹车盘、智能随动座椅和竞速模式等。

## 事件
极氪007上市初期，由于未通过上海市经济和信息化委员会的备案而未进入上海市的新能源汽车目录，故无法在上海上牌；直至2月26日才被进入上海市新能源汽车目录。2024年1月，有上海用户表示在支付定金订购该车后，即被告知春节前可以提车，但提车时间多次被延迟。至3月初，极氪007才开始在上海的交付，但用户此前已下定的订单均被作废无法提车，且定金无法退还。极氪的相关做法因此引发争议。